# Bankokommissarie
Bankokommissarie var titeln för några av de högsta tjänstemännen vid Riksbankens huvudkontor.